# Pont Neuf (1997.)
Pont Neuf, hrvatski dugometražni film iz 1997. godine.